# Nguyễn Quang Diêu

Chân dung Nguyễn Quang Diêu

Nguyễn Quang Diêu (1880 - 1936), tự Tử Ngọc, hiệu Cảnh Sơn (hay Nam Sơn); là nhà thơ và là chí sĩ thời cận đại trong lịch sử Việt Nam.

## Thân thế
Nguyễn Quang Diêu sinh năm Canh Thìn (1880) tại làng Tân Thuận, quận Cao Lãnh, tỉnh Sa Đéc (nay là xã Tân Thuận Tây, thành phố Cao Lãnh, tỉnh Đồng Tháp) trong một gia đình có truyền thống Nho học. Thân sinh là ông Nguyễn Quang Huy và bà Nguyễn Thị Huệ.
Năm lên 6 tuổi, ông học chữ Hán, năm 10 tuổi học chữ Quốc ngữ. Năm 15 tuổi, ông lại học chữ Hán với cụ Tú Tịnh, sau đó đến Phú Thuận (Châu Đốc, nay thuộc huyện Hồng Ngự, Đồng Tháp) tiếp tục học với Tú tài Trần Hữu Thường. Và chính ông thầy này đã làm cho Nguyễn Quang Diêu sớm thấy được cái nhục mất nước

## Quá trình hoạt động cách mạng
Năm 1907, Nguyễn Quang Diêu tham gia phong trào Đông Du của chí sĩ Phan Bội Châu, và thường lạc với nhiều người yêu nước khác như: Nguyễn Thần Hiến, Trần Chánh Chiếu, Nguyễn An Khương, Đặng Thúc Liêng, Dương Bá Trạc, Võ Hoành, Nguyễn Phương Sơn, Bùi Chí Nhuận,...
Tháng 9 năm 1908, Nhật Bản thi hành Hiệp ước Pháp-Nhật, theo đó ra lệnh giải tán Đông Á đồng văn thư viện và Cống hiến hội, trục xuất du học sinh ra khỏi đất Nhật Bản. Tháng 2 năm 1909, Kỳ Ngoại hầu Cường Để và Phan Bội Châu cũng bị trục xuất, phong trào Đông Du tan rã. 
Biết Nguyễn Quang Diêu có tham gia phong trào này, nên thực dân Pháp bắt giam ông một thời gian rồi bị an trí.
Nhân Cách mạng Tân Hợi ở Trung Quốc thành công (1911), Phan Bội Châu lập Việt Nam Quang phục Hội tại nước này (tháng 5 năm 1912), rồi cho người về móc nối với cơ sở trong nước. Khi Kỳ Ngoại hầu Cường Để vào Nam Bộ, Nguyễn Quang Diêu có tiếp xúc với ông tại Long Xuyên (An Giang) để nhận nhiệm vụ cách mạng.
Tháng 5 năm 1913, ông cầm đầu một phái đoàn gồm hơn mười người trong đó có Nguyễn Thần Hiến, Đinh Hữu Thuật...qua Hồng Kông hoạt động với Phan Bội Châu. Nhưng vừa đến nơi thì tất cả đều bị thực dân Pháp bắt giải về giam ở Hỏa Lò (Hà Nội), rồi đày sang đảo Guyane (Nam Mỹ).
Năm 1917, ông vượt ngục trốn sang đảo Trinidad (thuộc địa Anh) giả dạng làm người Trung Quốc.
Năm 1920, Nguyễn Quang Diêu sang Washington, D.C. (Hoa Kỳ) rồi về lại Hồng Kông tìm cách bắt liên lạc với các nhà cách mạng Việt Nam ở hải ngoại.
Cuối năm 1926, ông bí mật về hoạt động trong nước. Sau một thời gian ở Sài Gòn, ông tới Sa Đéc (nay là Đồng Tháp) vào đầu năm 1927. Được sự hỗ giúp đỡ của Võ Hoành, ông đổi tên là Trần Văn Vẹn, rồi đi tuyên truyền tinh thần yêu nước và gầy dựng cơ sở cách mạng tại các vùng Hồng Ngự, Cao Lãnh và Tân Châu...
Năm 1930, được một số hương chức làng Vĩnh Hòa (Tân Châu) giúp đỡ, ông đến đó mở trường dạy học và làm nghề hốt thuốc.
Ngày 15 tháng 5 năm Canh Tý (1936), Nguyễn Quang Diêu qua đời vì bệnh thương hàn, lúc 56 tuổi, được an táng tại làng Vĩnh Hòa (Tân Châu). Năm 1989, ông được cải táng về quê nhà nay là xã Tân Thuận Tây, thành phố Cao Lãnh.

## Đóng góp chovăn họcViệt
Trong mỗi thời kỳ hoạt động, Nguyễn Quang Diêu đều có làm nhiều thơ. Đây là chứng tích cho từng chặng đường gian nguy nhưng hào hùng đó. 
Thơ ông có hàng trăm bài với đủ các thể loại, là một đóng góp không nhỏ của ông cho văn học yêu nước thời cận đại Việt Nam. Sau này, các học trò ông tập hợp thành các quyển:
- Cảnh Sơn Nguyễn Quang Diêu thi văn sưu tập (chữ Quốc ngữ, do ông Nguyễn Công Rao sưu tập).
- Cảnh Sơn thi tập (chữ Nôm và chữ Hán, do ông Phạm Trung Chánh sưu tập).
- Cảnh Sơn thi tập chi nhứt (chữ Nôm và chữ Hán, cũng do ông Chánh sưu tập)[3]

Nhìn chung thơ ông hàm súc, lời thơ bình dị, trong sáng, tự nhiên, thể hiện được tinh thần bất khuất và cá tính của người dân Nam Bộ. Lúc bị giam ở Hỏa Lò, ông làm nhiều bài phản ánh về chế độ lao tù của thực dân lúc bấy giờ. Ngoài ra, ông còn làm nhiều bài thơ thể hiện tinh thần duy tân cấp tiến của ông
Năm 1974 tại Sài Gòn, GS. Nguyễn Văn Hầu đã trích giới thiệu một số bài thơ của ông trong quyển Nguyễn Quang Diêu - phong trào Đông Du miền Nam do nhà xuất bản Hương sơn ấn hành. 
Năm 1985, thơ ông (6 bài) lại được giới thiệu trong bộ sách Hợp tuyển thơ văn Việt Nam (1858-1920) quyển 2 do GS. Huỳnh Lý chủ biên, nhà xuất bản Văn học ấn hành tại Hà Nội.
Giới thiệu một bài tiêu biểu trong số ấy:
Ngày Tết thấy cờ cảm tác
Dọc ngang cờ Pháp với cờ Tàu,
Ủa lá cờ ta hẳn ở đâu?
Trông thế lực người sôi máu sắt,
Nghĩ danh giá nước thẹn mày râu.
Non sông vì nợ xưng Hồng Lạc,
Mặt mũi nào còn ngó Mỹ-Âu.
Vinh nhục chung nhau ai cũng thế,
Thương nhau ta phải liệu sao nhau?

## Ghi công
Tên Nguyễn Quang Diêu hiện được đặt cho một con đường ở thành phố Cao Lãnh, một trường phổ thông chuyên ở thành phố Cao Lãnh, một trường phổ thông ở Giồng Giăng (xã An Phước, huyện Tân Hồng), và tên giải thưởng Văn học - Nghệ thuật tỉnh Đồng Tháp.
Tên ông Nguyễn Quang Diêu còn được đặt cho một trường "Trung học phổ thông Nguyễn Quang Diêu" tại ấp Tân Phú B, xã Tân An, thị xã Tân Châu, tỉnh An Giang, gần khu căn cứ cách mạng nổi tiếng Giồng Trà Dên, xã Tân Thạnh (chia tách từ xã Tân An).

## Sách tham khảo
- Nguyễn Q. Thắng, mục từ Nguyễn Quang Diêu in trong Từ điển văn học (bộ mới). Nhà xuất bản Thế giới, 2004.
- Nguyễn Q. Thắng- Nguyễn Bá Thế, Từ điển nhân vật lịch sử Việt Nam. Nhà xuất bản Khoa học Xã hội, 1992.
- Nhiều người soạn, Hợp tuyển thơ văn Việt Nam (1858-1920) quyển 2. Nhà xuất bản Văn học, Hà Nội, 1985.
- Nhiều người soạn, Địa chí An Giang (Tập 2). UBND tỉnh An Giang tổ chức biên soạn và ấn hành, 2007.